# El Lindero, Coroneo
El Lindero är en ort i Mexiko.   Den ligger i kommunen Coroneo och delstaten Guanajuato, i den centrala delen av landet, 160 km nordväst om huvudstaden Mexico City. El Lindero ligger 2 480 meter över havet och antalet invånare är 239.
Terrängen runt El Lindero är kuperad åt nordväst, men åt sydost är den platt. Terrängen runt El Lindero sluttar västerut. Runt El Lindero är det ganska glesbefolkat, med 47 invånare per kvadratkilometer. Närmaste större samhälle är Jerécuaro, 19,2 km sydväst om El Lindero. I omgivningarna runt El Lindero växer huvudsakligen savannskog.